# Skledar
Skledar je priimek več znanih Slovencev:
- Alen Skledar (*2001), rokometaš
- Franc Skledar (1925—1992), agronom
- Marija Skledar (1924—), agronomka, šolnica
- Milan Skledar (*1962), pesnik
- Štefan Skledar (1920—1988), kemik
- Štefan Skledar (1947—2019), arhitekt, urbanist
- Štefan Skledar (*1965), etnolog, muzealec